# Idiocerus aaliensis
Idiocerus aaliensis är en insektsart som beskrevs av Embrik Strand 1913. Idiocerus aaliensis ingår i släktet Idiocerus och familjen dvärgstritar. Inga underarter finns listade i Catalogue of Life.